# Faresin Industries
Die Faresin Industries S.p.A. ist ein italienischer Hersteller von landwirtschaftlichen Maschinen.
Produziert werden Futtermischwagen für die Landwirtschaft und Teleskoplader für Landwirtschaft und Baugewerbe.

## Geschichte
Gegründet wurde die Gesellschaft 1973 von den Brüdern Guido und Sante Faresin als Officine Meccaniche snc di Faresin Guido e Sante, einem Zulieferer im Maschinenbausektor für das ebenfalls in Breganze ansässige Unternehmen Laverda.
1989 wurde der erste eigene Futtermischwagen Master produziert. Er ist auch rund 20 Jahre später noch im Produktangebot.
Seit 2001 stellt Faresin auch Teleskoplader her. 2019 wurde der erste vollelektrische Teleskoplader 6.26 Full Electric für Hublasten bis zu 2600 kg und Hubhöhen bis zu 5,9 m vorgestellt.
Außerdem gehören Selbstfahrmischwagen zum Produktionsprogramm.

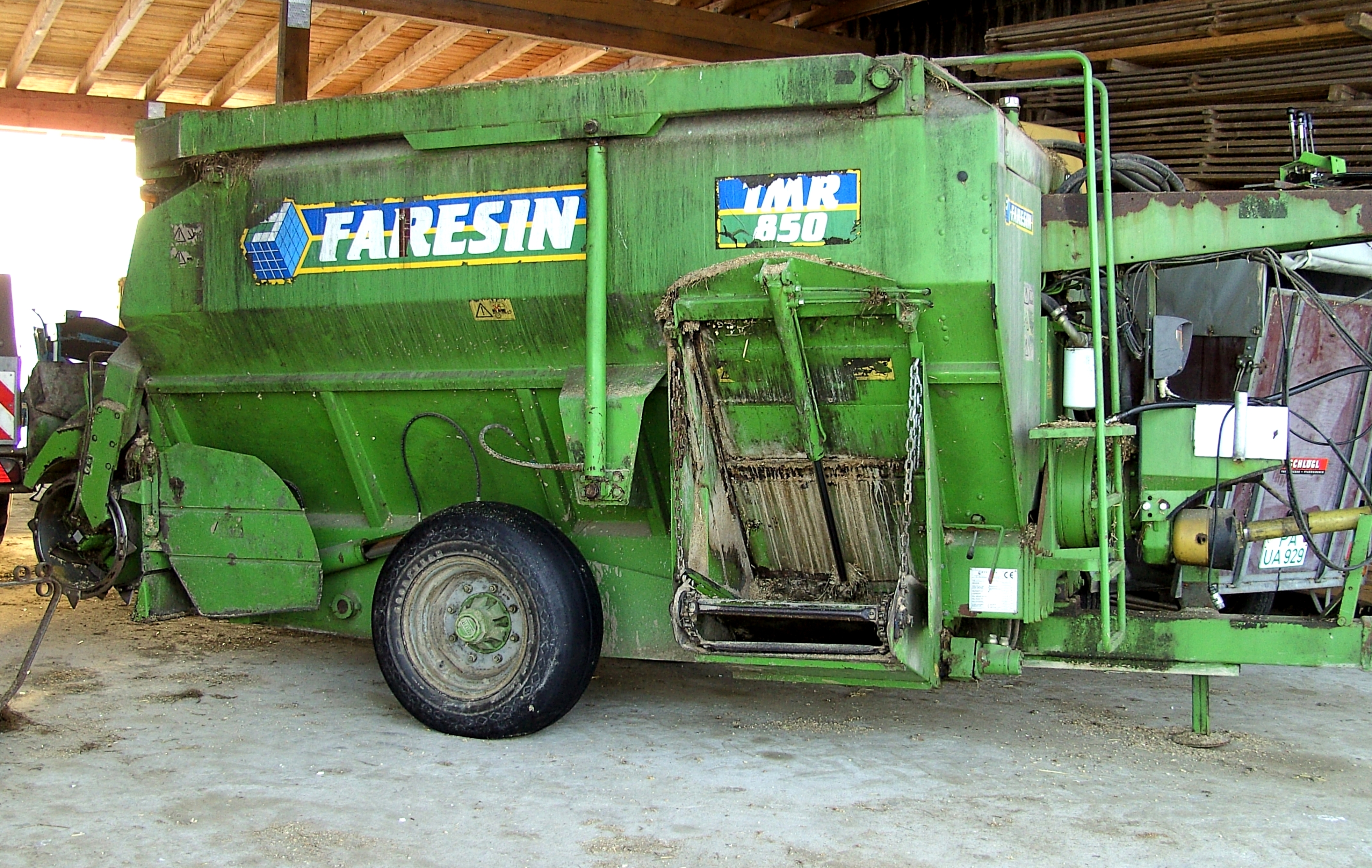
Faresin Futtermischwagen